# Dorothea Parton
Dorothea Parton, née le 6 octobre 1948, est une actrice autrichienne.

## Biographie
Elle étudia l'art dramatique au Max Reinhardt Seminar de Vienne. Elle fut ensuite engagée au Burgtheater, où elle passa cinq ans. Elle travailla ensuite pendant deux saisons au Schauspielhaus de Zurich avant de s'établir huit ans dans le plus vieux théâtre de Vienne, le Theater in der Josefstadt.
Dans la série Tatort, elle interpréta l'inspectrice Winter entre 1987 et 1991
Elle a eu une fille avec l'acteur Miguel Herz-Kestranek (de).

## Filmographie sélective
- 1994 : Mesmer de Roger Spottiswoode

## Télévision
- 1987-1991 : Tatort
- 1997 : Soko brigade des stups
- 1998 : Clarissa de Jacques Deray